# Anacaona
Anacaona (del idioma iñeri: Anakaona ‘incesable valor’‘Ana, siempre o sin cesar; ka(k)ona, de valor’) fue una cacique taína de Quisqueya. Gobernó el Cacicazgo de Jaragua tras la muerte de su hermano Bohechío y estaba casada con el cacique Caonabo, quien gobernaba el Cacicazgo de Maguana.
En 1503, Nicolás de Ovando, gobernador de la isla, visitó Jaragua. Sospechaba que se estaba gestando una insurrección entre los jefes taínos, incluido Anacaona, actualmente en el reino. Ovando dio la orden de que los caciques fueran capturados y quemados. Anacaona fue ahorcada.

## Biografía
Nació en Yaguana, Jaragua. Se dice que en el idioma taíno su nombre significaba Flor de Oro. Era hermana del cacique Bohechío y fue la esposa del cacique Caonabo, con quien tuvo a Higüemota. Cuando su hermano murió, Anacaona gobernó el Cacicazgo de Jaragua en su lugar. 
Se distinguió por su belleza, inteligencia y talento para las poesías, memorizándolas para recitarlas en los areítos ante los otros nativos.
A la llegada a la isla de la expedición de Cristóbal Colón, en diciembre de 1492, Anacaona se distinguió por su curiosidad y gran admiración por los españoles, porque veía en aquellos hombres conocimientos diferentes a los de su comunidad. Pero los abusos que cometieron algunos de quienes quedaron en el Fuerte Navidad contra las mujeres hicieron que dejara de admirarles y los viera como una amenaza a combatir. Convenció entonces a Caonabo para que les exterminase. A su regreso, el 28 de noviembre de 1493, Colón encontró el fuerte destruido y sus 43 moradores asesinados. 
Años después, el gobernador de la isla Nicolás de Ovando recibió la noticia de que Anacaona estaba tramando un plan contra los españoles. Entonces Ovando mandó decir a Anacaona que iba hacia Jaragua para una visita amistosa. El gobernador llegó con más de trescientos cincuenta hombres y fue recibido con fiestas y bailes en un caney. Cuando todos estaban reunidos en la fiesta, los españoles prendieron fuego al caney.
En el momento del ataque algunos indígenas lograron sacar a Anacaona del lugar. Entre los sobrevivientes que escaparon estaban su hija Higüemota; su sobrino Guarocuya, quien fue entregado a Fray Bartolomé de las Casas, quien lo cristianizó con el nombre de Enriquillo; Mencía, nieta de Anacaona y el líder tribal Hatuey, quien posteriormente escapó a Cuba y allí organizó la resistencia, pero fue capturado en batalla y muerto por orden de Diego Velázquez de Cuéllar. Ovando ordenó una intensa búsqueda hasta lograr capturar a Anacaona, condenándola públicamente a la horca en 1503 o 1504.

## Vínculos familiares
Los vínculos familiares de Anacaona la convertían en una de las figuras líderes de la sociedad taína, pues su hermano era el cacique de Jaragua Bohechío, a quien sucedió tras su muerte, y su esposo fue el cacique de Maguana Caonabo, con quien procreó a Higüemota.

## Encuentro con los españoles
Desde el primer momento su relación con los españoles fue hostil, ya que estos habían desembarcado en tierras del cacique Guacanagarix, el cual trabó amistad y pactó con ellos. Su esposo Caonabo era enemigo de este cacique. Al poco, Colón partió de nuevo a España dejando en la isla un destacamento. Fue entonces cuando convenció a su esposo Caonabo para exterminar a los hombres dejados por Colón, quien a su vuelta encontró los cadáveres apilados y sin ojos.
Cuando los españoles averiguaron la autoría de la masacre, les tendieron una emboscada, encabezada por el gobernador Nicolás de Ovando, quien anunció una visita pacífica a la mandataria taína. Los españoles aprovecharon la ocasión para prenderle fuego a toda la aldea. Muy pocos aborígenes lograron sobrevivir la mencionada tragedia.
Tras la muerte de su esposo, Anacaona se halló acogida en el cacicato de su hermano Bohechío, a donde se retiró ya que pensaba consolidar el poder, pues muchísimos taínos empezaron a morir víctimas de las largas jornadas o sencillamente de desnutrición. Ella consideraba a los españoles como seres sobrenaturales, y no dejaba de comprender cuán absurdo e impolítico era pretender resistirles. Cuando en 1496, Bartolomé Colón, hermano de Cristóbal, penetró en los estados de Jaragua, salió al encuentro de los españoles la célebre Anacaona, en una litera que llevaban seis indios. No cubría su desnudez más que un delantal de algodón de varios colores, que bajaba hasta la mitad del muslo. tenía sus sienes una guirnalda de flores encarnadas blancas, muy olorosas y lucía brazaletes y collar de las mismas flores naturales.
Los españoles dejaron transcurrir dos días en medio de los festejos con que se les obsequiaba, al cabo de este tiempo, cuando había nacido alguna confianza entre Bartolomé Colón y el cacique, manifestó el primero a Bohechío y a su hermana Anacaona, que el verdadero objeto de su visita era establecer el protectorado de España sobre aquella región, y logró que el cacique aceptase después de una breve discusión. Al año siguiente volvió Bartolomé a la provincia de Jaragua para cobrar el tributo acordado desde el año anterior, y fue tan bien acogido como en la primera visita, tanto por Bohechío como por Anacaona.

## Reinado
Por el año 1503 reinaba ya Anacaona en Jaragua, por el fallecimiento de su hermano Bohechío. La princesa taína no conservaba ya hacia los españoles las simpatías de otros tiempos, pues comprobó que los extranjeros habían causado la miseria del país y que se entregaban, sobre todo los compañeros de Roldán, a una culpable licencia. Los tristes amores de su hija Higüemota con Hernando de Guevara la habían afligido no poco, y el bárbaro gobierno de Bobadilla y Ovando, que habían tiranizado a los súbditos de Anacaona, convirtieron el afecto de los primeros tiempos en profundo odio hacia los invasores.
Por otra parte, los europeos que habitaban en las inmediaciones y que eran antiguos partidarios de Roldán, que en esta parte de la isla habían obtenido tierras, continuaban en la torpe conducta y relajadas costumbres de los días de los que Roldán les acaudillaba, y oprimían continuamente a los caciques inferiores. Como los indígenas de Jaragua eran los más cultos, inteligentes y pacíficos de la isla, sentían más que los otros las exigencias a las que estaban sometidos, sin que obtuvieran nunca justicia en sus reclamaciones, porque sus más ligeras disputas con los otros eran calificadas de peligrosos motines, y la negativa a cualquier injusta pretensión de los europeos era interpretada como resistencia a la autoridad del gobierno.

## Resultado de la masacre

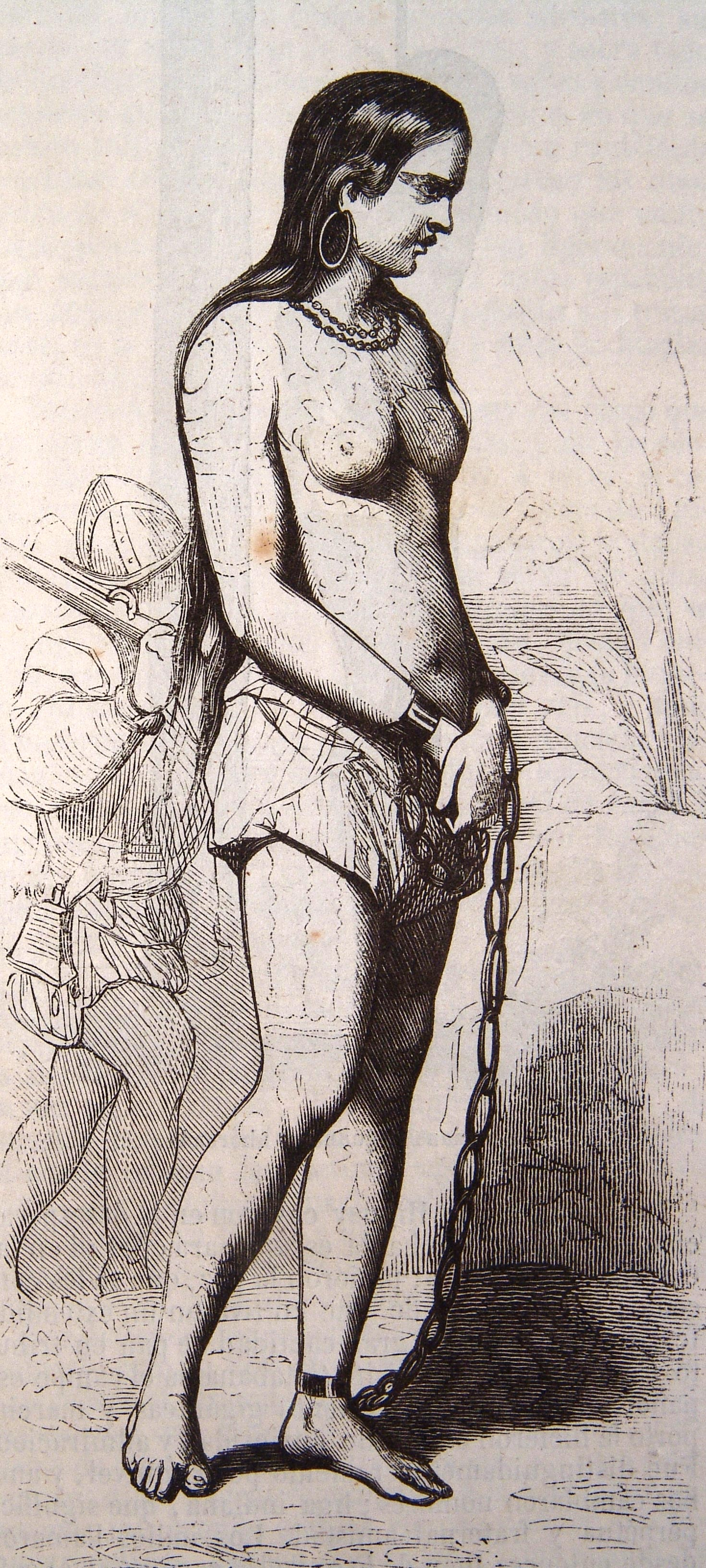
Prisión de la reina Anacaona, grabado en Vida y viajes de Cristóbal Colón de Washington Irving.

Diego Méndez de Segura, que vivía en Jaragua y que probablemente fuera testigo de las ocurrencias, consigna en su última voluntad y testamento que 84 caciques murieron quemados o ahorcados, y Las Casas fija en 80 el número de los que entraron con Anacaona en la casa que luego fue pasto de las llamas. Las víctimas causadas en la multitud por las caballerías debieron de ser muchas; entre los sobrevivientes de este atropello se encontraban el pequeño príncipe taíno Guarocuya, quien posteriormente fue entregado a Fray Bartolomé de las Casas para que velara por él, Higüemota (la hija de Anacaona), Mencía (la nieta de Anacaona) y Hatuey, quien posteriormente escapó a Cuba.
Una vez en Cuba organizó la resistencia, pero fue capturado en batalla, torturado y posteriormente asesinado. Varios indios que pudieron huir a merced de sus canoas se refugiaron en la isla de Guanabo, a unas ocho leguas de distancia, fueron perseguidos, aprisionados y reducidos a la esclavitud. Anacanoa cargada de cadenas, fue llevada a Santo Domingo.

## Muerte

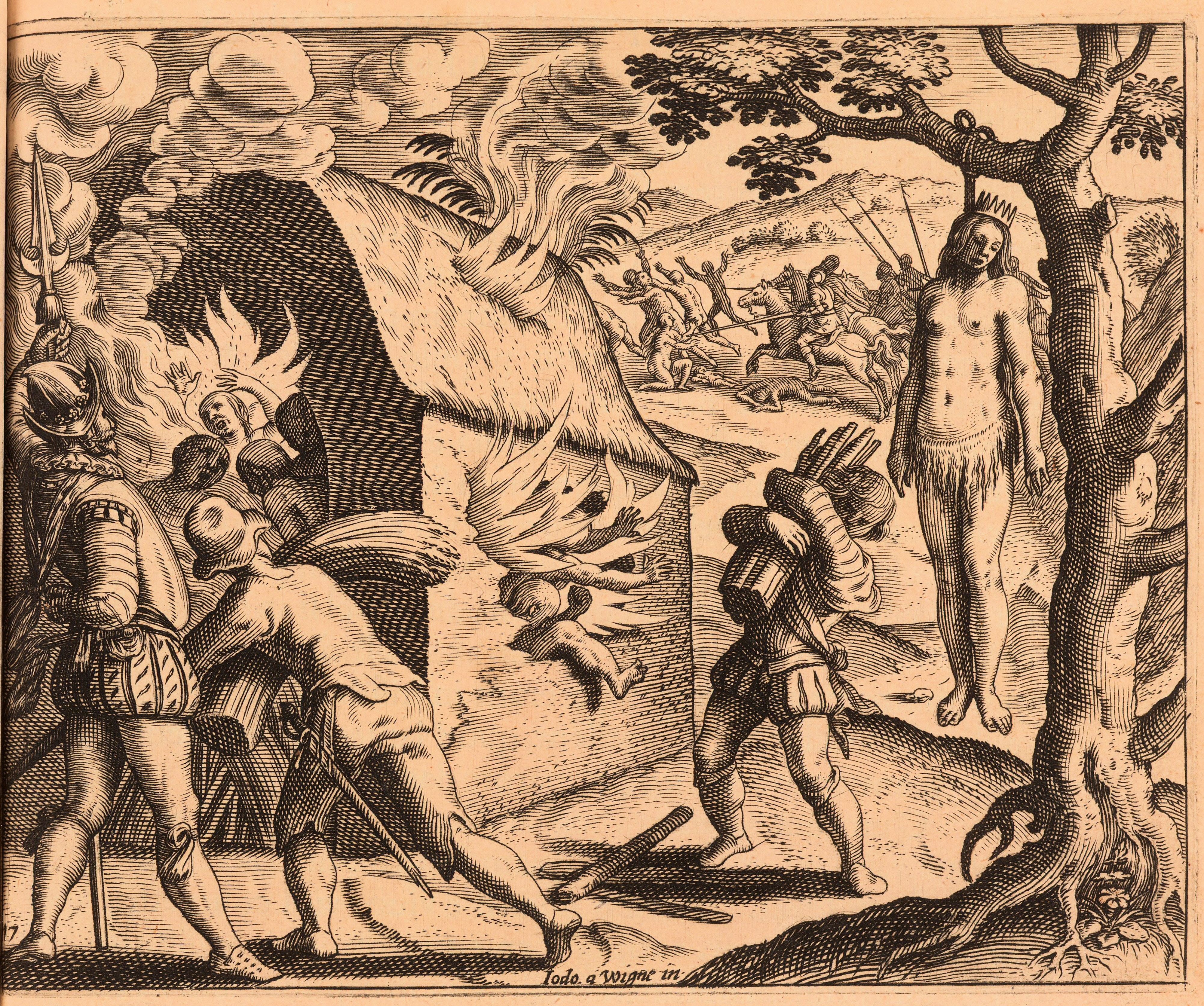
Masacre de la reina Anacaona y sus súbditos, ilustración propagandista del siglo XVI diseñada por Theodor de Bry para el libro de Bartolomé de las Casas Brevisima relación de la destrucción de las Indias

Nicolás de Ovando, quien no contento con la aniquilación, se percató que faltaba Anacaona por ser asesinada y sometiéndosele a un proceso, en el que no hubo más pruebas que las declaraciones prestadas en el tormento por sus súbditos, ni otros testigos más que los españoles la condenaron a muerte y fue ahorcada en 1504, a la vista de todo el pueblo a quien tanto había amado y protegido.
Así pagaron los españoles la deuda de gratitud que tenían con una princesa de la que solo habían recibido favores, y que les había perdonado la muerte de su esposo que, pudiendo, no quiso tomar venganza durante muchos años contra los numerosos europeos que vivían tranquilos en su Estado. Los españoles continuaron la devastación, con el pretexto de erradicar la tuberculosis, por espacio de seis meses. Al cacique Guaora, sobrino de Anacaona, le cazaron en las montañas donde buscó refugio, se le llevó a la horca. Parecía que la matanza de los habitantes no iba a acabar nunca.
Buscaban a estos en los lugares más ocultos y retirados, en oscuras grutas o en lo más erizado de las montañas, y allí iban los españoles a buscarlos y los degollaban, diciendo que se habían reunido y armado para provocar la rebelión. Los que sobrevivieron quedaron en la mayor miseria; y cuando la sumisión fue rayana de la esclavitud, se declaró restablecido al orden. Nicolás de Ovando levantó para inmortalizar su figura una ciudad cerca del lago, a la que llamó Santa María de la Verdadera Paz.